# Tiroteio na Embaixada da Iugoslávia na Suécia
O tiroteio na Embaixada da Iugoslávia em 1971 foi um ataque terrorista realizado por separatistas croatas afiliados ao movimento Ustaše. Ocorreu em 7 de abril de 1971, na embaixada da República Socialista Federativa da Iugoslávia em Estocolmo, Suécia. Entre as vítimas estava Vladimir Rolović, o embaixador, que foi baleado pelos agressores e morreu uma semana depois.

## Contexto
Em 10 de fevereiro de 1971, dois homens iugoslavos entraram no Consulado Iugoslavo em Gotemburgo. Eles reuniram e contiveram todos os funcionários do Consulado no local, sob a ameaça de facas e armas de fogo.  Os dois homens, Blago Mikulić e Ivan Vujičević exigiu que as autoridades iugoslavas libertassem o terrorista condenado Miljenko Hrkać, que estava preso na Iugoslávia, e que ele fosse levado para a Espanha controlada por Franco com US$ 20.000 no bolso. Caso as exigências não fossem atendidas, os funcionários do consulado seriam executados.  Após pouco mais de um dia de cerco e negociações infrutíferas com a polícia sueca, eles desistiram e foram presos. 
Mikulić e Vujičević, que pertenciam à organização "Jadran", ou Legião Negra, foram posteriormente condenados a três anos e meio de prisão.  O embaixador iugoslavo em Estocolmo, Vladimir Rolović, criticou a polícia sueca na mídia e disse que eles não levaram a ameaça terrorista a sério o suficiente, alegando que os separatistas croatas pertenciam à Ustaše, uma organização que colaborou com a Alemanha nazista durante a Segunda Guerra Mundial. Os agressores eram então popularmente chamados de Ustaše. 

## Eventos

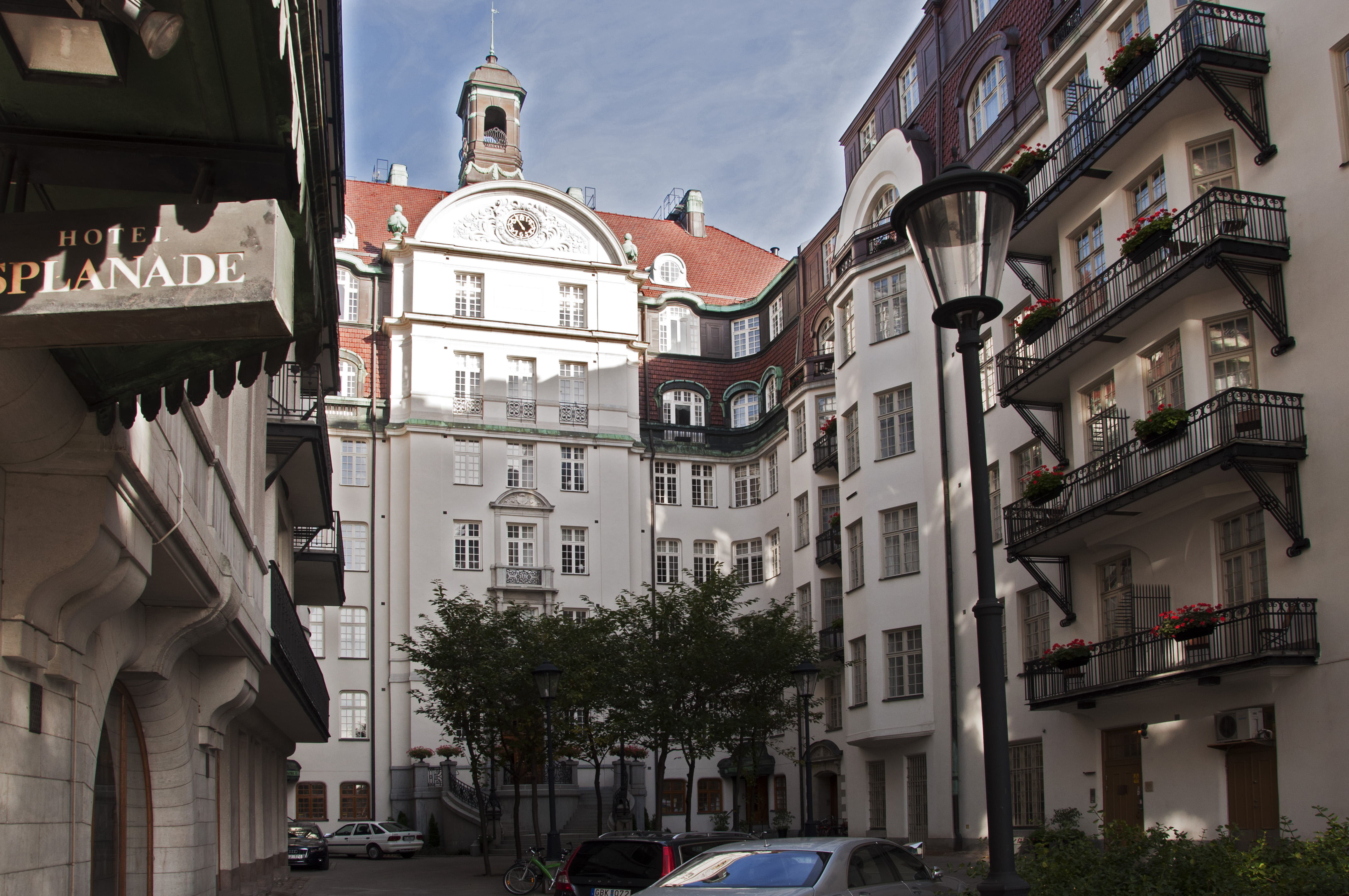
Strandvägen 7B, Estocolmo, local da antiga Embaixada da Iugoslávia

Poucos meses depois, em 7 de abril de 1971, na Embaixada da Iugoslávia em Strandvägen 7B em Estocolmo, Miro Barešić e Anđelko Brajković penetraram no edifício e tomaram o embaixador Vladimir Rolović (um ex-coronel do OZNA ) como refém. Ele foi atingido no rosto com uma pistola e arrastado para seu quarto. Os homens amarraram Rolović a uma cadeira, colocaram um cinto de couro em volta do seu pescoço e atiraram em seu rosto e estômago. Vários tiros foram disparados, um deles atravessou uma porta e feriu a secretária da embaixada, Mira Stempilhar. Um dos homens urinou nas mãos para limpar o sangue de Rolovic, o outro atirou um retrato de Tito pela janela.  Um oficial da embaixada que tentou escapar por uma janela foi levado ao hospital. Quando a polícia chegou, eles imediatamente invadiram o prédio e forçaram os terroristas a se renderem. O embaixador, mortalmente ferido, estava deitado em uma poça de sangue no chão. Barešić e Brajković ficaram em um canto com as mãos no ar.  Ao saírem do edifício, gritaram "Viva o Estado Independente da Croácia"  e "Viva Ante Pavelić".  Barešić e Brajković disseram que pertencem aos Ustaše  e também proclamaram que queriam punir Rolović pela sua visita a Canberra, Austrália, onde foi enviado pelo Ministério dos Negócios Estrangeiros da Iugoslávia para informar o Governo australiano sobre os membros dos Ustaše que prepararam ações terroristas na Iugoslávia a partir do seu território. 
Rolović morreu uma semana depois sem recuperar a consciência  no Hospital Karolinska.  O serviço secreto iugoslavo sempre sustentou que Ante Stojanov, que foi condenado pelo Tribunal Distrital de Estocolmo por cumplicidade em assassinato, era, na verdade, o mentor do ataque e do sequestro da aeronave, o que Stojanov admitiu mais tarde. Ele supervisionou a operação de um bar na Strandvägen.  Ante Stojanov foi condenado por cumplicidade no assassinato do embaixador iugoslavo, enquanto seu primo Miro Barešić, de então vinte anos, juntamente com Anđelko Brajković, foram condenados à prisão perpétua.  Stojanov e os outros dois agressores, Marinko Lemo e Stanislav Miličević,  foram condenados no mesmo julgamento a uma pena entre dois e quatro anos de prisão e deportação.  O governo sueco estava agora sob forte pressão. O presidente iugoslavo Josip Broz Tito enviou imediatamente seu vice-ministro das Relações Exteriores para a Suécia. O furioso Milorad Pešić foi recebido no aeroporto pelo Secretário de Estado Thage G. Peterson. Durante a viagem em direção a Estocolmo, o primeiro-ministro Olof Palme, um Peterson chocado, foi informado de que o vice-ministro exigiu que os presos fossem cortados em pedaços. Ele queria que fossem executados na Suécia o mais rápido possível ou, pelo menos, levados para a Iugoslávia para serem mortos. 
A investigação policial sueca em 1971 não conseguiu descobrir que o sequestro de Rolović não era o objetivo do ataque à Embaixada da Iugoslávia. O jornalista sueco-croata Tonči Percan mostrou, após um exame minucioso do material de arquivo em Estocolmo 45 anos depois, e após conversar com o mentor do ataque, Ante Stojanov, que realmente foi um ato de vingança. Rolović deveria ser executado. Em 1969, o agente iugoslavo Ilija Stanić assassinou o general Ustaše Vjekoslav Luburić na Espanha. Após a Segunda Guerra Mundial, Luburić fugiu para a Espanha, onde atuou na Resistência Nacional Croata, e a Administração de Segurança do Estado (UDBA) realizou uma busca intensiva por nacionalistas croatas ao redor do mundo. O ataque em Estocolmo foi uma vingança pelo assassinato de Luburić. Antes de Rolović ser assassinado, Barešić colocou uma foto de Ilija Stanić na mesa do embaixador; Era uma mensagem para a UDBA e Tito de que a vingança estava completa. 

## Consequências
O primeiro, e até agora único, sequestro de aeronave na Suécia, o do voo 130 da Scandinavian Airlines System, ocorreu no Aeroporto de Bulltofta em 15 de setembro de 1972. Foi sequestrado para exigir que os seis croatas que foram presos pelo assassinato do embaixador iugoslavo Rolović em Estocolmo em 1971 fossem libertados. O sequestro da aeronave já estava planejado antes do ataque à Embaixada da Iugoslávia. Stojanov disse numa entrevista em 2004 que se fossem apanhados, os seus camaradas iriam libertá-los sequestrando um avião. 
Três homens croatas, Tomislav Rebrina (36), Nicola Lisac (44) e Rudolf Prskalo (29),  do movimento fascista Ustaše fizeram 86 passageiros e 4 tripulantes reféns. No final, seis dos terroristas detidos que foram levados para Malmö foram trocados por reféns para serem libertados. Os sequestradores também receberam meio milhão de coroas suecas, que eles exigiram. Um sétimo dos envolvidos no assassinato do embaixador se recusou a comparecer. O avião decolou e voou para Madri. Os sequestradores e seus companheiros foram presos e receberam punições extremamente simbólicas — em vez de proteção — na Espanha, que então estava sob um regime autoritário liderado por Francisco Franco. Eles foram finalmente libertados e espalhados pelo mundo. Alguns regressaram à Croácia em conexão com a dissolução da Iugoslávia. 
Após a libertação de uma prisão espanhola, Barešić viveu uma vida lisonjeira por vários anos.  Ele trabalhou por alguns anos sob um nome falso como guarda-costas do presidente do Paraguai, Alfredo Stroessner. Quando chegou aos Estados Unidos em 1979, foi denunciado e extraditado para a Suécia.  Mais uma vez, ele ganhou as manchetes quando fez greve de fome repetidas vezes para ter sua pena de prisão perpétua reduzida e evitar o confinamento solitário. Em 1985, a sentença foi convertida para 18 anos de prisão e em 1987 Barešić pôde deixar a Prisão de Österåker, onde cumpriu sua última pena. Ele foi deportado da Suécia para o Paraguai. De lá, ele finalmente retornou à Croácia.  Barešić foi morto em combate em julho de 1991, mas o governo croata manteve sua morte em segredo por mais de um ano para que o moral do Exército Croata não caísse. Ele foi nomeado postumamente para general  ou para major.  Anđelko Brajković também retornou à Croácia e se aposentou como coronel após a guerra. 
Tanto em conexão com o assassinato do embaixador Rolović quanto após o sequestro da aeronave, a situação diplomática entre a Suécia e a Iugoslávia ficou tensa. Muitos iugoslavos argumentaram que o governo sueco nunca deveria ter libertado os terroristas croatas. Os dois ataques também causaram grande preocupação entre os muitos imigrantes iugoslavos na Suécia. Entretanto, como resultado do assassinato de Rolovic, a punição para posse ilegal de armas e crimes com armas na Suécia foi endurecida. Em 1973, foi aprovada a tão falada lei terrorista, que deu maior autoridade ao Serviço de Segurança Sueco (Säpo). Entre outras coisas, a Säpo agora podia grampear legalmente os telefones dos suspeitos e abrir suas correspondências. A lei também concedeu à Säpo o direito de expulsar um cidadão estrangeiro "com base no que se sabe sobre as atividades anteriores do estrangeiro". 
Stojanov disse a um entrevistador em 2004 que considerava o assassinato do embaixador e o sequestro do avião como o início da luta croata pela independência. 